# Wasserwerk Warmen

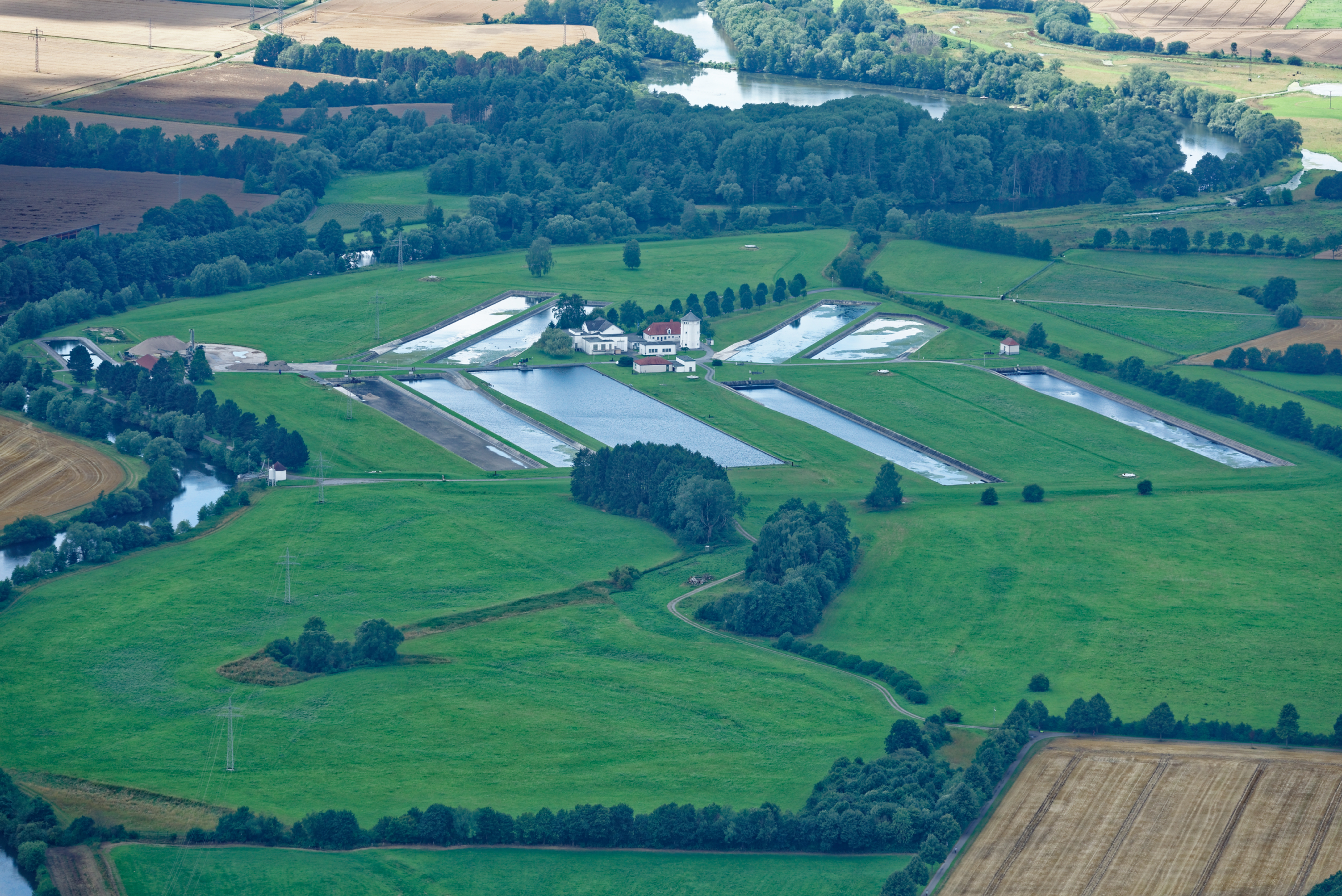
Wasserwerk Warmen, 2015

Das Wasserwerk Warmen befindet sich im Ortsteil Warmen von Fröndenberg. Betreiber ist seit 1936 die Energie- und Wasserversorgung Hamm GmbH.

## Geschichte und Zweck
Das Wasserwerk besteht seit 1936, wurde als Ersatz für ein näher an Wickede liegendes Wasserwerk errichtet und liefert seitdem Wasser für die Stadt Hamm, später auch Uentrop. In den 1950er-Jahren wurde vom Wasserwerk neben der Stadt Hamm samt dem großen Bahnhof auch die Gemeinden Werl, Wickede (Ruhr), Heessen, 20 Landgemeinden zwischen Hamm und Warmen und zwei Steinkohlenbergwerke (Zeche Radbod und Zeche Sachsen) mit Wasser versorgt.
Das Wasser der Lippe in Hamm selbst ist zu salzhaltig, und eine Trinkwassergewinnung wäre kostenintensiver als eine Gewinnung im Ruhrtal.
Das Wasser wird aus dem Fluss abgesaugt. Es kommt zunächst in Beruhigungsbecken zum Absetzen, wird dann in acht offene Filterbecken gepumpt und durch Schichten von Sand und Kies gereinigt. Das gereinigte Wasser wird mit Kreiselpumpen in zwei unterirdische Speicher auf dem Haarstrang gepumpt. Von dort aus fließt es 20 Kilometer bergab nach Hamm zu den Wassertürmen im Stadtteil Berge. Geliefert werden etwa 38.000 m³ Trinkwasser pro Tag bzw. 12,5 Mio. m² pro Jahr.
Weitere Wasserwerke befinden sich in Halingen und Echthausen.

## Möhnekatastrophe
Bei der Bombardierung der Möhnetalsperre durch die Operation Chastise der Royal Air Force in der Nacht vom 16. auf den 17. Mai 1943 und der damit verbundenen Möhnekatastrophe wurde das Wasserwerk schwer beschädigt. So stieg der Wasserstand auf bis zu 2,50 m im Gelände an. Sämtliche Gebäude, Maschinen, Schaltanlagen und Filterbecken waren stark verschlammt und zum Teil unbrauchbar geworden. Ab dem Morgen des 18. Mai 1943 gab es in Hamm weder Leitungs- noch Brauchwasser. Die Stadt Hamm bezog ihr Wasser in dieser Zeit mittels Wasserwagen aus dem Münsterland. Nach sechs Tagen konnte die Versorgung wieder aufgenommen werden, vollständig konnten die Schäden erst nach dem Krieg beseitigt werden.